# Bétera
Bétera – gmina w Hiszpanii, w prowincji Walencja, we wspólnocie autonomicznej Walencja, o powierzchni 75,1 km². W 2011 roku liczyła 21 868 mieszkańców.